# Otívar
Otívar település Spanyolországban, Granada tartományban. Otívar Almuñécar, Alhama de Granada, Jayena, Albuñuelas, Lentegí, Jete, Nerja és Cómpeta községekkel határos. Lakosainak száma 1038 fő (2024).

## Népesség
A település népessége az elmúlt években az alábbi módon változott:
| Lakosok száma | 1031 | 1056 | 1113 | 1150 | 1193 | 1108 | 1082 | 1034 | 1012 | 1038 |
|               | 2001 | 2004 | 2006 | 2009 | 2011 | 2014 | 2016 | 2019 | 2021 | 2024 |